# 国界橋

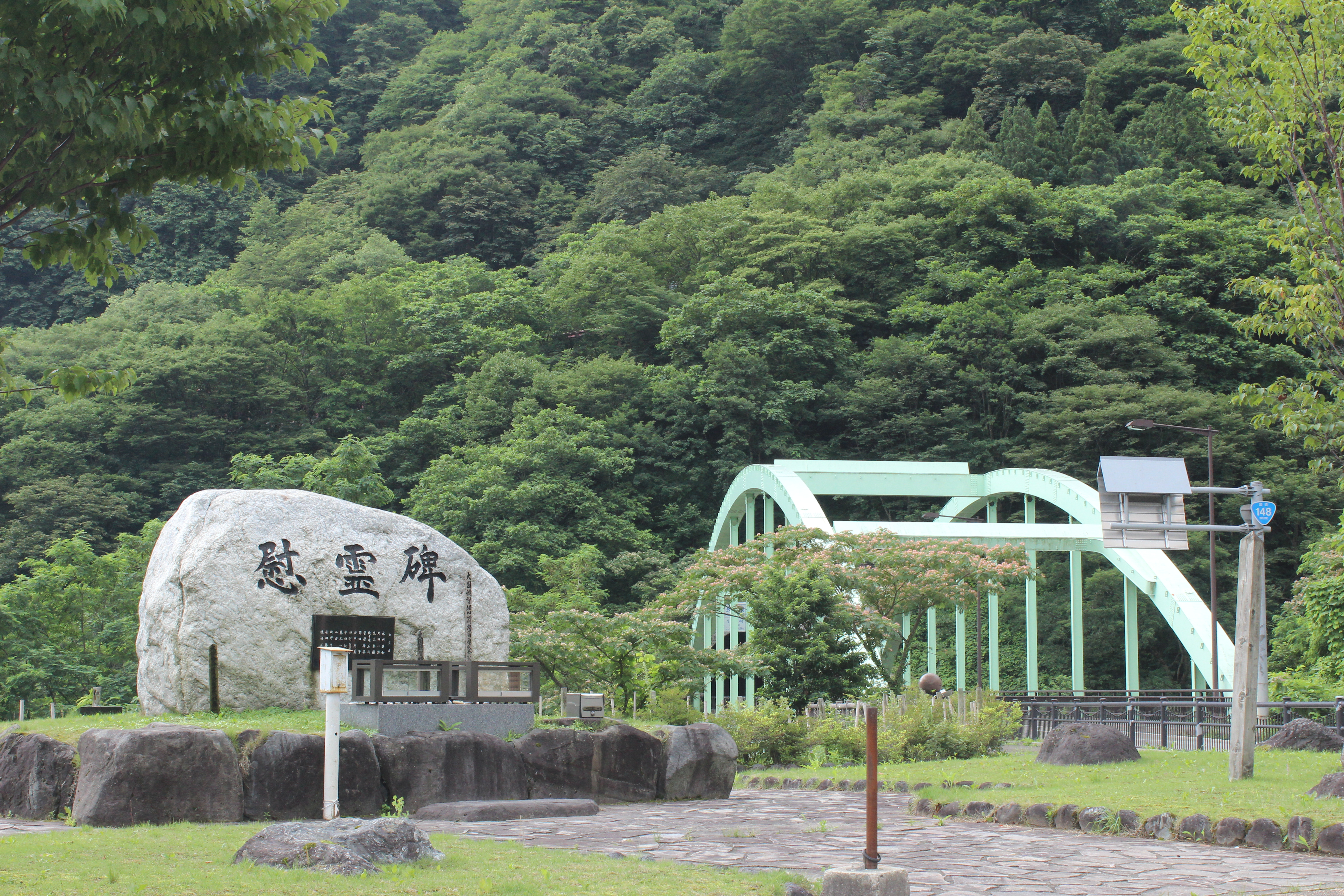
3代目国界橋と蒲原沢土石流災害の慰霊碑

国界橋（こっかいばし）は 新潟県糸魚川市、長野県北安曇郡小谷村の蒲原沢に架かる橋である。

## 概要
姫川支流の蒲原沢（新潟・長野県境）に架かる。2018年現在、初代（国道148号旧道→新潟県道375号平岩停車場蒲原線）と3代（国道148号新道）の2本が架橋されている（いずれも「新」「旧」等の名称は付かない国界橋である）。 

## 初代（新潟県道375号）
- 1936年12月、完成[1]。それまで使用されていた猫鼻の橋を経由するルートが姫川の増水のために何度も流失したことに伴い葛葉峠経由のルートに変更された[2]ために建設された。
- 1953年5月18日、二級国道148号大町糸魚川線（長野県北安曇郡大町（現大町市） - 新潟県西頸城郡糸魚川町（現糸魚川市））として指定。
- 1965年4月1日、一般国道148号となる。
- 1994年11月25日、新橋の完成に伴い国道から新潟県道375号平岩停車場蒲原線へ降格。
- 1995年7月11日、7.11水害の土石流災害により小被災。新橋が流されたため、修復を行いながら国道の迂回路として機能する。

### 構造等
- 全長48.1 m、最大支間長34 mのアーチ橋。アーチ部は、赤く塗られている。
- バランスタイプの鋼スパンドレル・ブレーストアーチ。この形式は、全国でも北海道小樽市の張碓橋とあわせて2例しかなく、希少性から日本の近代土木遺産（現存する重要な土木構造物2800選）に選定されている[3]。
- 長野側はスノーシェッドで覆われた急カーブとなっており、国道時代は難所として知られた。
- 旧橋は、新橋と比較して川床から離れた高い場所に架橋されているため、土石流に遭いにくい構造となっている。

## 2代（国道148号新道旧橋）
- 1994年11月25日完成。国道148号の平岩バイパスおよび小谷道路の一部として機能する[4][5]。
- 1995年7月11日未明、7.11水害の土石流により、姫川本川へ流出。

### 構造等
- 初代のトラス橋とは異なり、ラーメン橋であった。土石流により橋桁もろとも姫川本川にまで約200 m流出したことから、現地で解体撤去されている。
- 長野県側の長大トンネルである湯原トンネルの線形の影響から、旧橋と比較して川床より近い距離にあった。

## 3代（国道148号新道新橋）
- 1996年12月6日、蒲原沢土石流災害の発生。河川工事に従事していた作業員14人が死亡。
- 1998年12月3日、完成[6]。

### 構造等
- 長大なトンネルに挟まれた場所にあり、道路の線形を修正することが困難であることから、新橋と同じ場所に新々橋が設置された。新橋が喪失する原因となった土石流災害を防止するため、下路式アーチ橋に変更された。雪の付着、落下を防止するためにアーチの部材の断面を三角形にしている。アーチ部は、淡緑色に塗られている。